# На литературном посту
«На литературном посту» — журнал марксистской критики, критико-теоретический орган Российской ассоциации пролетарских писателей (РАПП).
Издавался в Москве в 1926—1932 годах (отмежевавшись от ранее выходившего журнала «На посту»). Первый номер вышел в апреле 1926. В передовой статье говорилось:
Против всеклассовых и надклассовых теорий, против либеральничающих всепримирителей, против тех, кого резолюция ЦК назвала капитулянтами, — мы по-прежнему на посту. Но и против ликвидаторов «слева», против героев беспомощной и хвастливой фразы, против вульгаризаторов и упрощенцев — мы также на посту!
Вначале журнал был двухнедельным, а с 1931 выходил три раза в месяц. В этом году он был реорганизован для нужд движения литударников и кружковцев, а основным критико-теоретическим органом РАПП стал новый журнал «РАПП».
Первоначально в редакцию входили Л. Авербах, Б. Волин, Ю. Либединский, М. Ольминский, Ф. Раскольников. Затем состав редакции менялся (за исключением неизменного Авербаха): В. Ермилов, В. Киршон, А. Фадеев (1927—1932), Ф. Панфёров, А. Селивановский, М. Серебрянский и др.
В журнале сотрудничали Эптон Синклер, Иоганнес Бехер, Майкл Голд.
Журнал публиковал статьи литературного критика А. Дивильковского.
В рубрике «Юмор» публиковались пародии А. Архангельского, эпиграммы М. Исаковского, карикатуры Кукрыниксов.
Журнал выдвинул лозунги «за плехановскую ортодоксию», «за живого человека» и «за одемьянивание поэзии»; основной концепцией был «диалектико-материалистический творческий метод», основанный на «срывании масок».
Тираж постепенно вырос с 7-8 до 15 тысяч экземпляров.
Издание журнала было прекращено после ликвидации РАПП. Последний номер вышел в мае 1932 года.